# Markaz al Ghanāyim
Markaz al Ghanāyim (arabiska: مركز الغنايم) är en region i Egypten.   Den ligger i guvernementet Asyut, i den centrala delen av landet, 400 km söder om huvudstaden Kairo.